# Daniel Urrabieta Vierge
Daniel Urrabieta y Vierge, conocido como Daniel Vierge (Madrid, 5 de marzo de 1851-Boulogne-sur-Seine, Francia, 10 de mayo de 1904), fue un pintor, dibujante e ilustrador español afincado en París, hijo del también dibujante Vicente Urrabieta y Ortiz. Firmaba sus obras con su segundo apellido, «Vierge», o «D. Vierge». Aunque vivió sus primeros años en España, en torno a la mayoría de edad viajó a Francia con su familia, donde empezó pronto a trabajar en publicaciones periódicas parisinas como Le Monde Illustré. Con solo treinta años sufrió un grave ataque de hemiplejia, del que tardaría años en recuperarse y que le obligó a dibujar con la mano izquierda. Ilustró varias obras de Victor Hugo, además de clásicos de la literatura española como Don Quijote de la Mancha y La vida del Buscón.

## Biografía

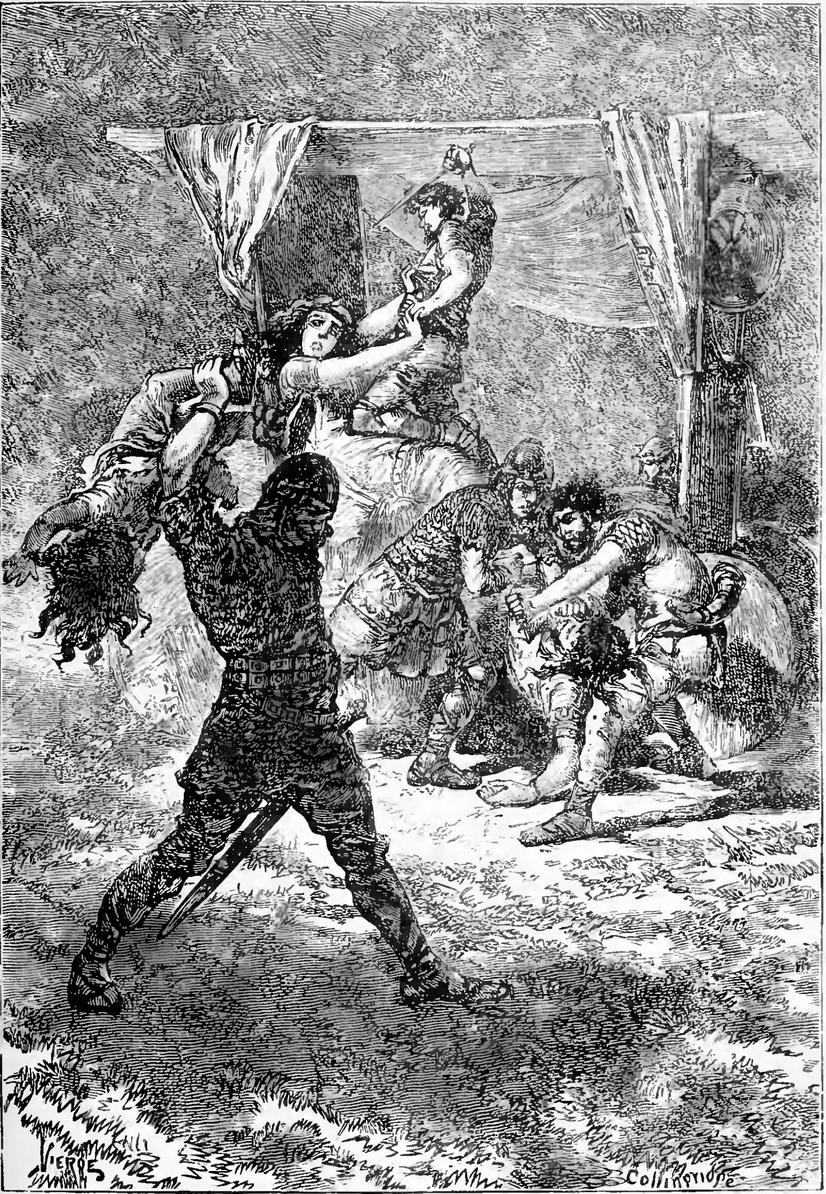
Ilustración de la Histoire de France de Jules Michelet (1880), dibujo de Vierge, grabado de Arthur Collingridge.

### Primeros años
Nacido en Madrid, fue hijo del también ilustrador Vicente Urrabieta y Ortiz y de Juana Vierge de la Vega. Se formó en la Escuela de Bellas Artes de Madrid, estudios que según el propio Vierge habrían comenzado en 1864 y donde habría tenido como maestro a Federico Madrazo. Hacia 1867, ilustraba «Madrid la Nuit», de Eusebio Blasco, según comenta el propio Vierge.

### Marcha a París
Marchó pronto a París, con su familia, probablemente hacia 1869, buscando fortuna y ayudado por el empuje de su temperamento español. Comenzó a trabajar para Le Monde Illustré en 1870, al inicio de la guerra franco-prusiana, y, al igual que otros muchos ilustradores, se vio influido por la poderosa personalidad de Edmond Morin; en obras como Fusillade de la rue de la Paix dans la journée du 22 mars, á deux heures de l'après midi, Lyon - La fête des écoles - Le banquet sur l'herbe o Souvenir de Coulmiers, entre otros. En 1871 vivió e ilustró los episodios de la Comuna de París, en la que retrató a líderes revolucionarios como Gustave Flourens y Raoul Rigault.

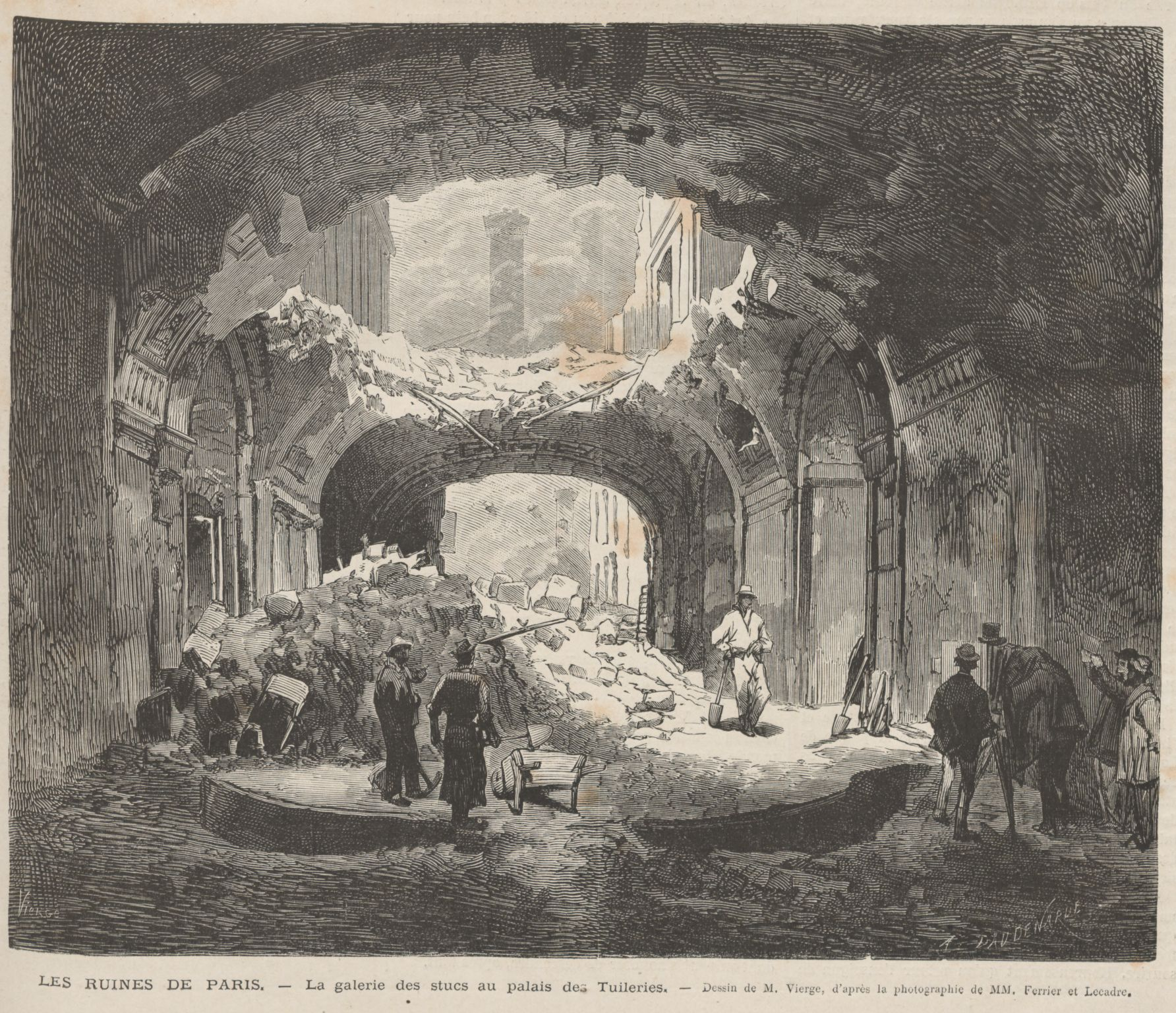
Ruinas en el palacio de las Tullerías después de la Comuna de París, dibujo de Vierge, grabado de Amédée Daudenarde (Le Monde Illustré, 1871).

Vierge realizó numerosas ilustraciones de la tercera guerra carlista para dicha revista, además de ser uno de los introductores en la publicación de la técnica del guillotaje, en sustitución de la xilografía. El pintor no tardó en probar el extraordinario vigor y carácter pictórico de su arte: aparte de su dedicación a la creación de obras originales, también trabajó grabando en madera ilustraciones enviadas por dibujantes corresponsales en otros países, como Luc-Olivier Merson en Roma y su propio hermano, Samuel Urrabieta, en España.
De 1871 a 1878 su singularidad se hizo más y más pronunciada. Durante estos años produjo algunos de sus más conocidos dibujos. Hacia 1873 ilustró con remarcable brío y habilidad L'Année terrible de Victor Hugo, así como colaboró en una edición de Los miserables (1882). Al parecer su obra contó con la admiración del escritor francés. Una de sus obras más importantes como ilustrador fue la Histoire de France de Jules Michelet, en la edición de Lacroix de 1880. Entre 1877 y 1878 trabajó en París junto al pintor y grabador catalán Ramón Canudas Serra. En 1878 fue enviado por Le Monde Illustré para cubrir gráficamente la boda de Alfonso XII con María de las Mercedes de Orleans,, que tuvo lugar el 23 de enero de dicho año. Sus obras también se publicaron en La Ilustración Española y Americana y La Revue Illustrée. En 1879 dibujaba para La Vie moderne y en 1880 viajó por Galicia y Castilla junto con el pintor Martín Rico, realizando ilustraciones de estos parajes. Por estas fechas empezó a ilustrar una edición de La vida del Buscón de Quevedo.

### Ataque de hemiplejia y recuperación

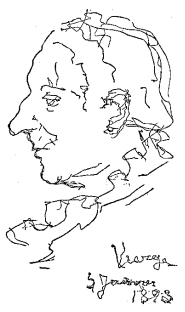
Primer dibujo de Vierge con su mano derecha tras la hemiplejia, 1893.

Hacia 1881 o 1882 sufrió un ataque de hemiplejia, mientras trabajaba en el Buscón. La parte derecha de su cuerpo quedó inmovilizada, así como afectada el habla y la memoria, sin embargo consiguió recuperarse parcialmente, y pudo reanudar su trabajo aprendiendo a dibujar con la mano izquierda. Fue tratado de sus dolencias en el hospital parisino de La Salpêtrière, donde recibió sesiones de electroterapia. Hacia 1888 fue uno de los promotores de la revista L'Estampe Originale y el 29 de septiembre de 1889 se hizo con una primera medalla en la Exposición Universal de París. En un número de la revista La Ilustración Artística del 10 de febrero de 1890 —del que fue portada un retrato suyo, obra de Paul Renouard— se recogieron distintas ilustraciones suyas, grabadas por artistas como Beltrand, Lepère, Bellenger o Florian. En 1891 ilustró L’Espagnole, de Émile Bergerat, y también en la década de 1890 Le Cabaret des trois vertus.

Erase que se era un niño á quien las buenas hadas que presidieron la fiesta de su nacer acordaron el don de magnificar su vida por medio de colores y de líneas. Y así como un poeta famoso dijo el decir de que para él la vida no tenía otro fin lógico que el de dar lugar á la producción de un buen libro, así nuestro artista pudo pensar que la más alta acción de un hombre consiste en pintar un buen cuadro. A edad muy moza llegó á pintarlos. Tanto, que París, que no suele ser madre ni sentir sus mamellas hinchadas de jugo sino para los suyos, lo adoptó en su estricta filiación de arte, y el nombre de Daniel Vierge llegó á adquirir en poco tiempo la sonoridad y la gloria de un verso tallado para la inmortalidad.
Alejandro Sawa, Ilustraciones en la sombra, 1910.

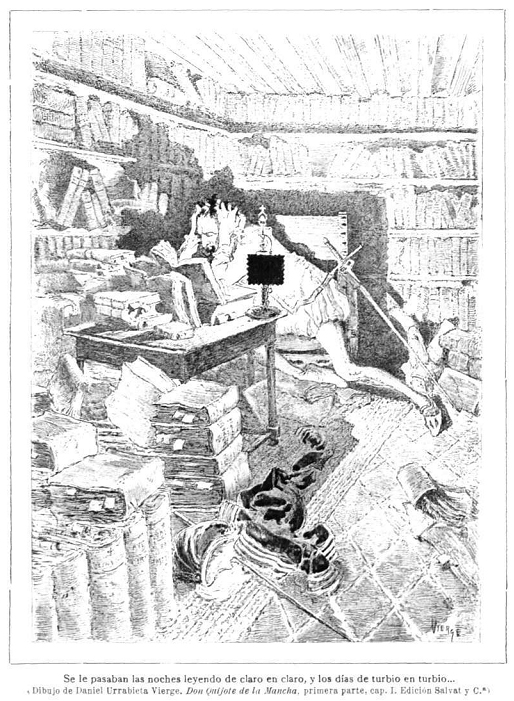
Ilustración para El ingenioso hidalgo Don Quijote de la Mancha, edición publicada en 1916 por Salvat & C.ª.

Uno de sus trabajos más destacados, ya con la mano izquierda, fue una serie de dibujos para una edición de Don Quijote (The History of the Valorous and Witty Knight-Errant Don Quixote of the Mancha), traducida por Thomas Shelton y publicada en 1906, que según Fraguas habrían supuesto «el clímax de su arte» y donde, afirma Mancing, Vierge habría «alcanzado una armonía entre ilustración y texto escrito rara vez igualada, quizás nunca, en una edición de la novela de Miguel de Cervantes». Sin embargo para Ricardo Gutiérrez Abascal «Juan de la Encina» el trabajo de Vierge para el Quijote «no pasó de lo puramente pintoresco —una especie de ilustración "fortunysta"—». Con el fin de inspirarse para esta obra viajó en 1893 por La Mancha, acompañado por el pintor manchego Carlos Vázquez, documentándose visualmente y realizando bosquejos y dibujos en Argamasilla, Alcázar de San Juan o Campo de Criptana, con los que terminó ilustrando distintas ediciones posteriores de Don Quijote.

### Últimos años
En 1898, la Galerie Pelletan-Helleu de París organizó una exhibición de sus ilustraciones para Le Dernier Abencérage de Chateaubriand, y al año siguiente otra exposición de su trabajo (que incluía las ilustraciones de Don Quijote) se presentó en la «galería Art Nouveau», también en París. En 1898 Vierge colaboró con L'Image, una revista dedicada a ensalzar la técnica del grabado sobre madera, y dos años más tarde, en la Exposición Universal de París, consiguió un primer premio. Vierge se relacionó también con el pintor asturiano Evaristo Valle, a quien conoció en Francia y que se anunciaría más tarde, al volver a España a comienzos de siglo, como «discípulo del ilustre Vierge, de París». En 1902 exhibió en el «Nuevo Salón» una escena de la guerra franco prusiana.
Según La Ilustración Artística Vierge «conservaba para España la preferencia de un cariño filial; y aun parece como que la ausencia avivara en él el culto por el color local de su patria y le hiciera saborear su singularismo sin rival» y, en palabras de José Francés «Silvio Lago», «a través del tiempo y de la distancia Daniel Vierge conservó siempre hondo amor a España». Este último también afirmó que tuvieron una gran importancia en su vida su mujer, Clara, y su madre, a las que sobrevivió. La última fallecería en abril de 1904, un mes antes de la muerte del propio Daniel Urrabieta, en Boulogne-sur-Seine en mayo de 1904. Su casa de Boulogne-sur-Seine, donde vivió sus últimos veinte años, era pequeña, con un jardín estrecho y alargado, y relativamente modesta, en contraste con los lujos de las viviendas de artistas parisinos. Fue enterrado en el cementerio de Montparnasse. En invierno de 1912 se organizó una exposición de la obra de Vierge, en su honor, en el Pavillon de Marsan.

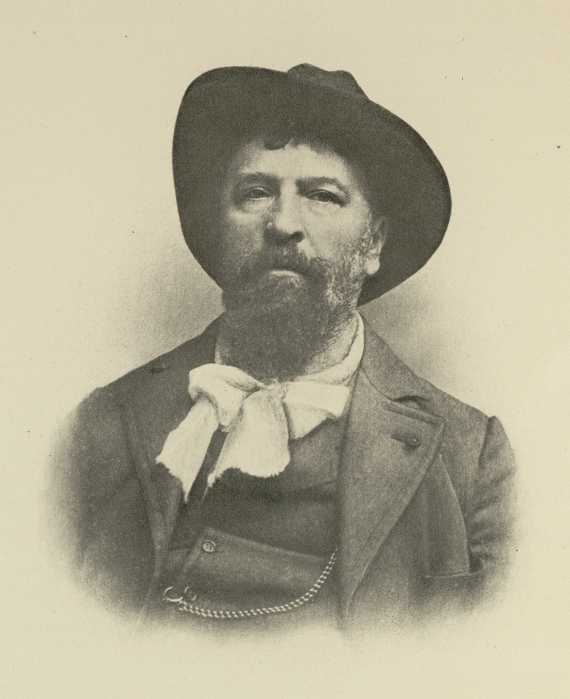
Retrato fotográfico de Vierge, publicado en las páginas iniciales de una edición de Don Quijote.

Según el escritor, grabador e ilustrador estadounidense Joseph Pennell:

I think one of the Spaniards who should be ranked with Fortuny and Rico, and indeed above them, as a pen draughtsman and illustrator, is Vierge, a man who has all the draughtsmanship of Fortuny and Menzel, the colour and brilliancy of Rico, the grace and beauty of Abbey, the eccentricity and daring of Blum, Brennan and Lungren; in a word, a man who, in the few short years of his working life, has proved himself the greatest illustrator who ever lived. I ran Vierge thus above Fortuny and Rico because he has devoted himself more entirely to black and white work.
Pienso que uno de los españoles que debería ser puesto a la altura de Fortuny y Rico, e incluso por encima de él, como dibujante e ilustrador, es Vierge, un hombre que tiene todas las habilidades de dibujante de Fortuny y Menzel, el color y brillantez de Rico, la gracia y belleza de Abbey, la excentricidad y atrevimiento de Blum, Brennan y Lungren; en una palabra, un hombre que, en unos pocos años de vida creativa, se ha demostrado como el más grande ilustrador de todos los tiempos. Valoro a Vierge por encima de Fortuny y Rico a causa de que se ha dedicado más enteramente al arte de la ilustración en blanco y negro.
(Pennell, 1889, p. 23)

El escritor Eusebio Blasco elogió a Vierge, destacando el hecho de que tuviera que marchar a Francia para despuntar en su carrera como dibujante. En una carta privada de Martín Rico a Abelardo de Carlos, fundador de La Ilustración Española y Americana, publicada en dicha revista en una sección a cargo de Eusebio Martínez de Velasco, el primero comparó el nivel del trabajo de Vierge con el del ilustrador alemán Adolph von Menzel, aunque dentro de géneros completamente distintos. Jean-Louis-Ernest Meissonier le consideró, de nuevo junto a Menzel, como uno de los mejores dibujantes del siglo. Sin embargo, con el paso del tiempo, Vierge ha terminado siendo considerado como un autor «olvidado» en España. Se ha propuesto influencia por parte de Vierge en autores como Thomas Hart Benton o Howard Pyle; y ha llegado a ser descrito como «el padre de la ilustración moderna».

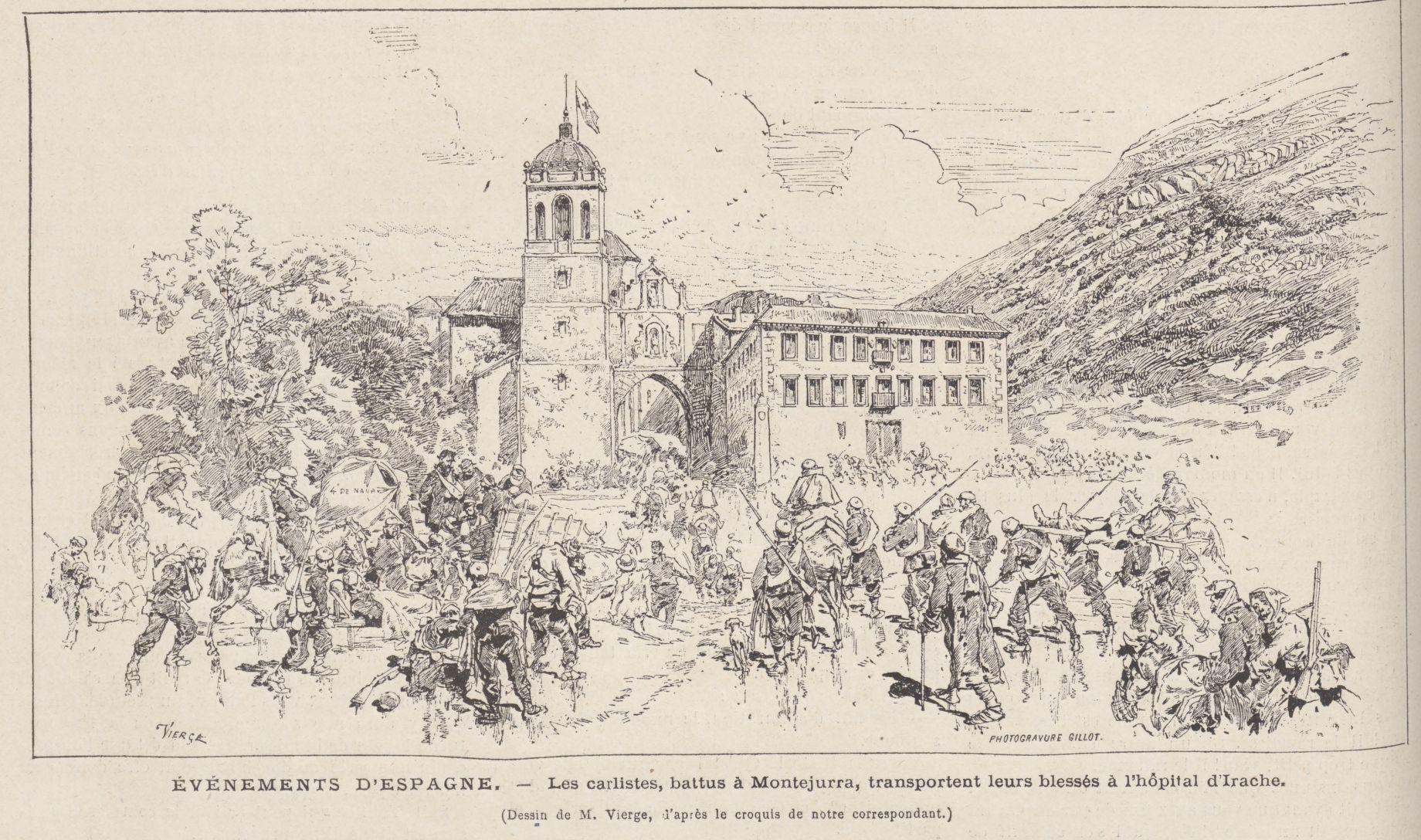
Ilustración de la Tercera Guerra Carlista (Le Monde Illustré, 1876)
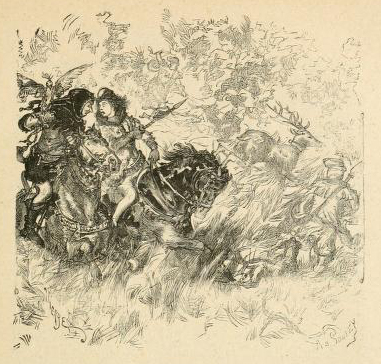
Ilustración de Histoire de France (1880).
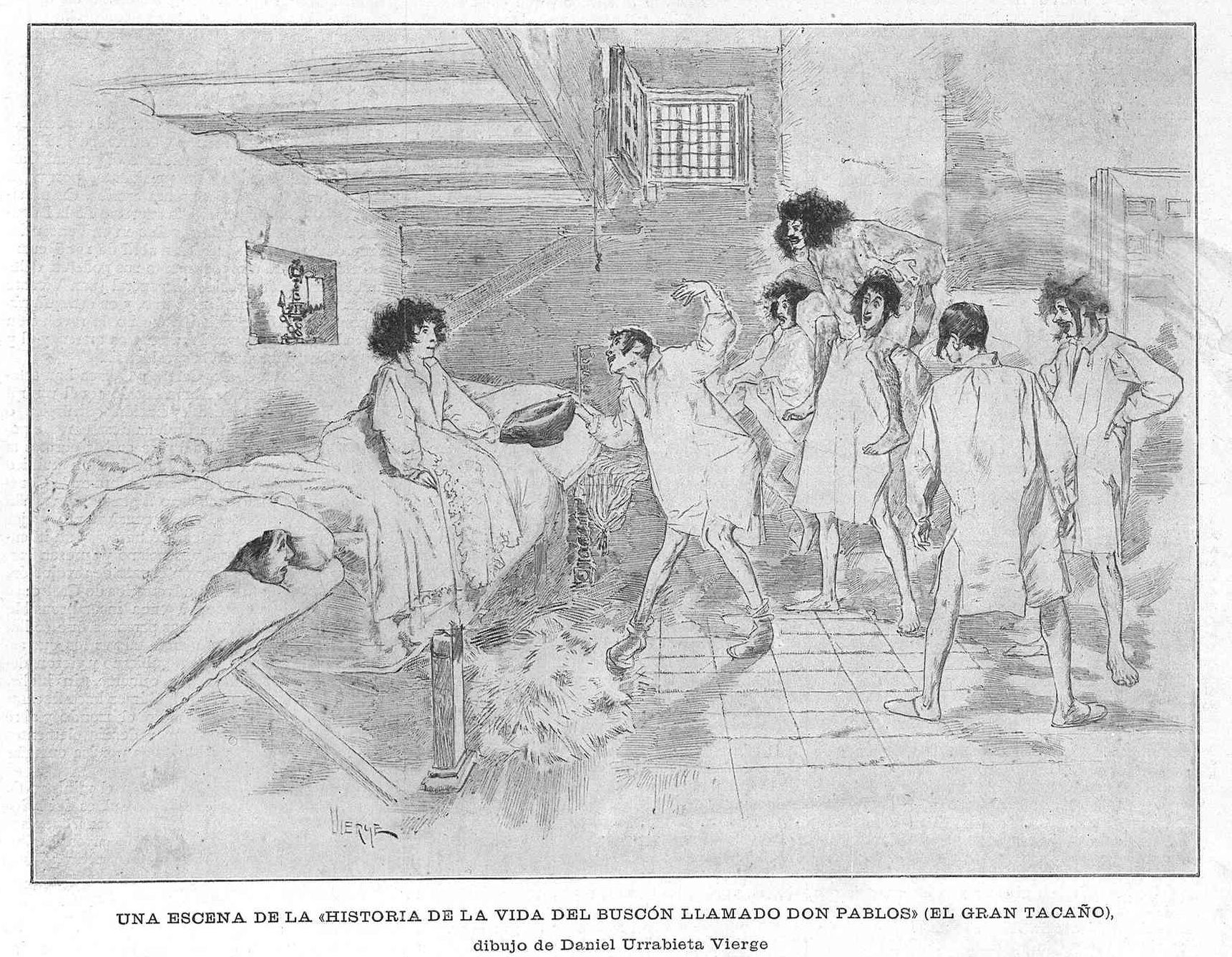
Ilustración de La vida del Buscón (La Ilustración Artística, 1909).
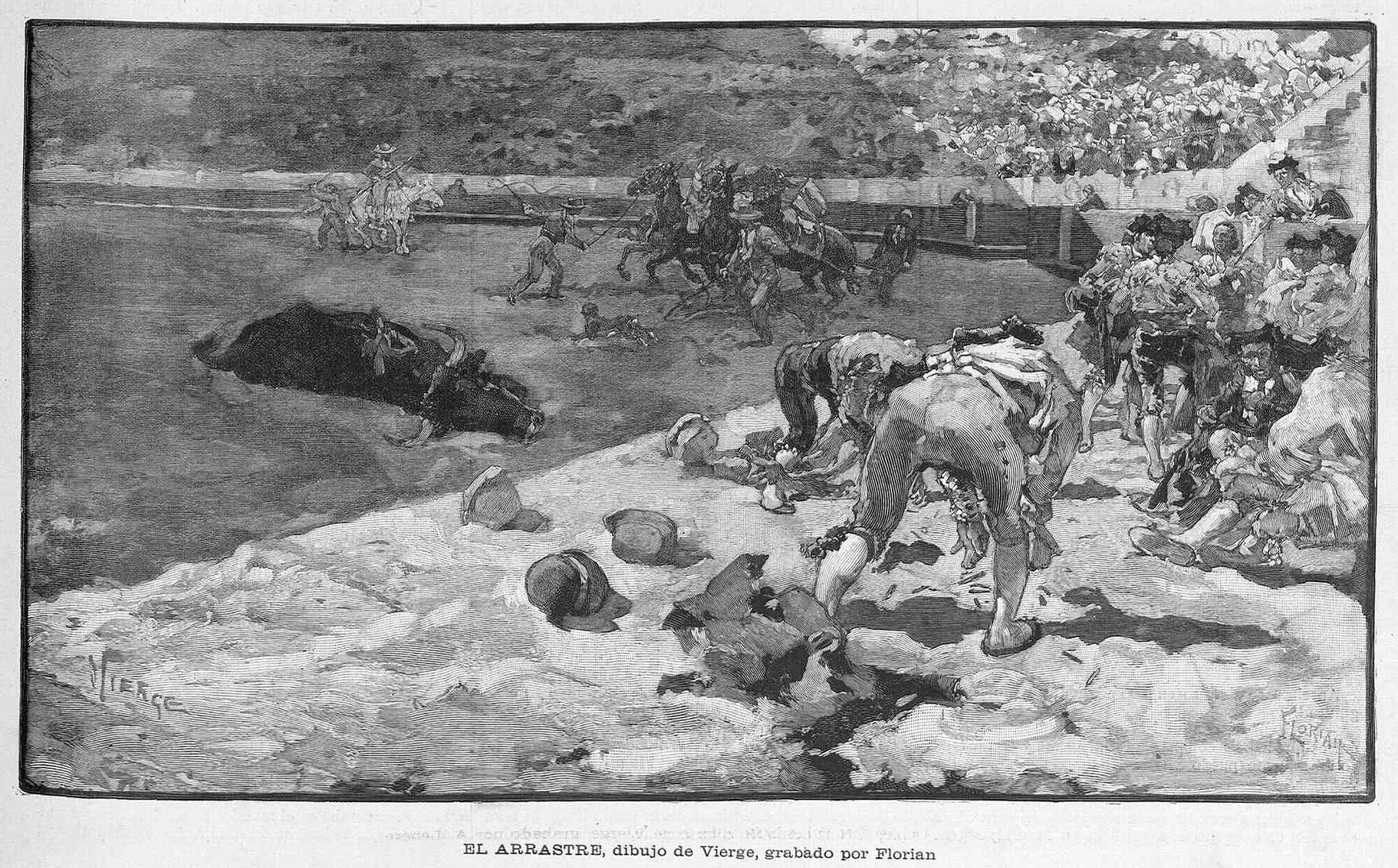
«El arrastre» (La Ilustración Artística, 1890)
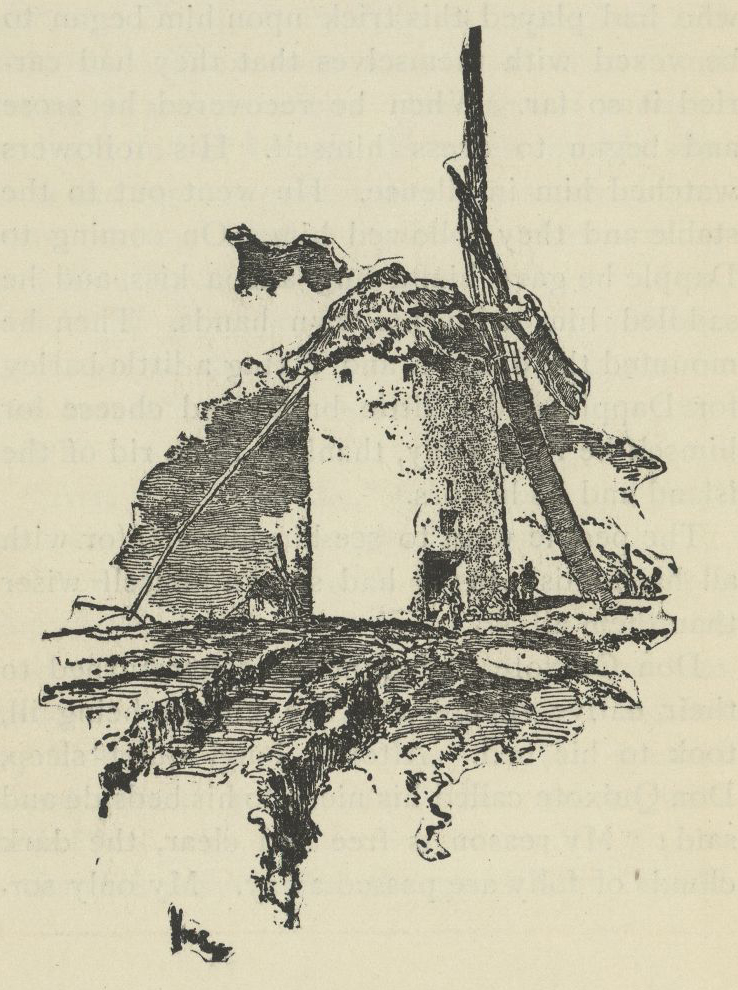
Ilustración de Don Quixote de la Mancha (1909)

## Libros ilustrados por Vierge

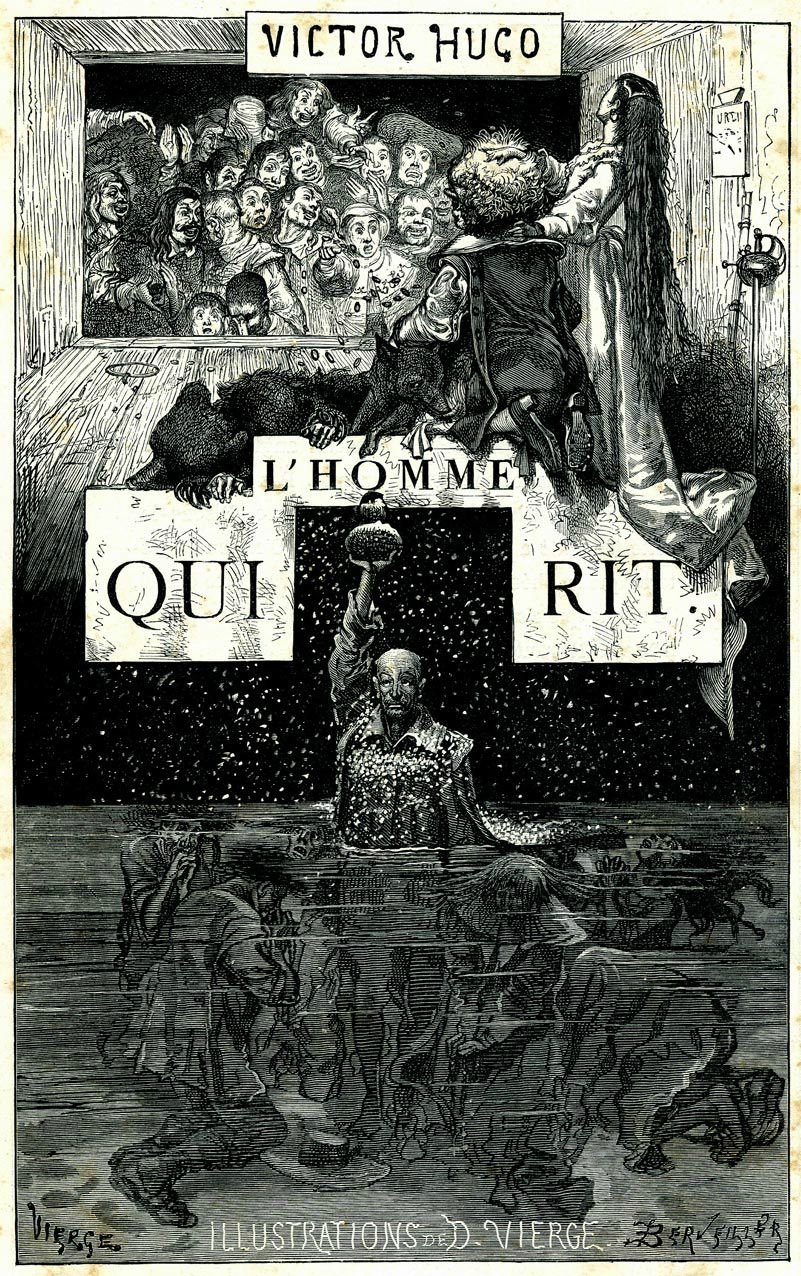
Ilustración de Vierge, en la novela L'Homme qui rit, de Victor Hugo.

Esta es una lista no exhaustiva de ediciones de libros ilustradas por Daniel Vierge a lo largo de su vida:
- 1874: L'année terrible, colección de poemas de Victor Hugo, ilustrada junto a Léopold Flameng.[69]
- 1875: Gil Blas de Santillane, de Alain-René Lesage.[70]
- 1877: Les travailleurs de la mer, de Victor Hugo.[71]
- 1886: L'Homme qui rit, de Victor Hugo, ilustrada junto a Georges Rochegrosse.[72]
- 1894: La nonne alferez, autobiografía de Catalina de Erauso traducida por José María de Heredia, ilustraciones de Daniel Vierge, grabados de Privat-Richard.[73][74]
- 1896: On the Trail of Don Quixote, de August F. Jaccaci.[75]
- 1897: Les Aventures du dernier Abencerage, de François-René de Chateaubriand.[76]
- 1901: Leyendas, de José Zorrilla, edición de Manuel Pedro Delgado que incluyó ilustraciones de Vierge, entre las de otros conocidos artistas españoles.[77]
- 1902: Pablo de Ségovie, el Gran Tacaño, de Francisco de Quevedo, traducido por J.H. Rosny, ilustrado con 120 dibujos por Daniel Vierge.[78]
- 1906: The History of the Valorous and Witty Knight-Errant Don Quixote of the Mancha, de Miguel de Cervantes.[54]
- 1910: Les Ames du purgatoire, de Prosper Mérimée, edición de Charles Meunier, con diez ilustraciones de Vierge.[79][80]
- 1916: El ingenioso hidalgo don Quijote de la Mancha, de Miguel de Cervantes, editorial Salvat.[81]

## Notas

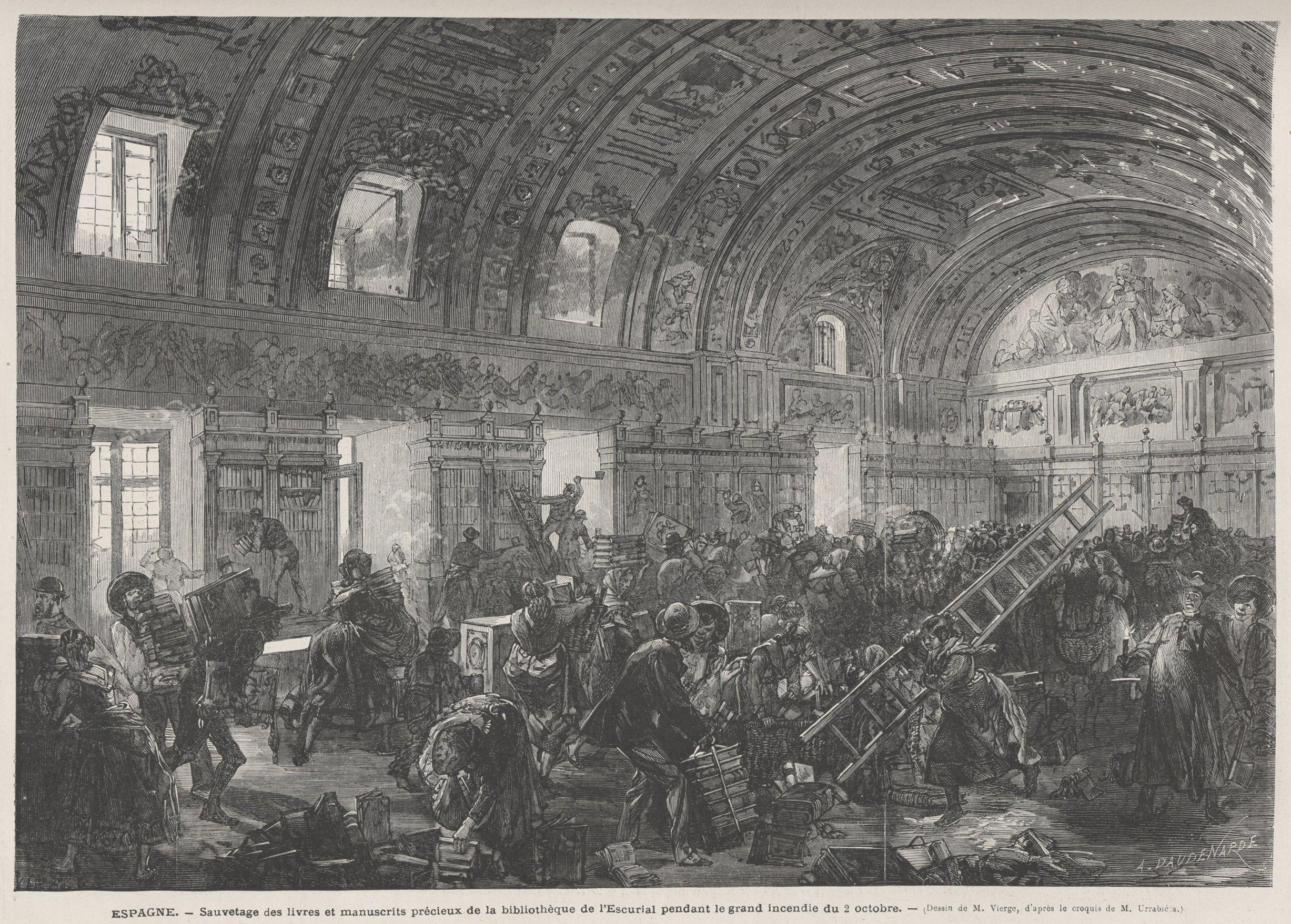
Salvamento de libros y manuscritos en la Biblioteca de El Escorial (Le Monde Illustré, 1872)

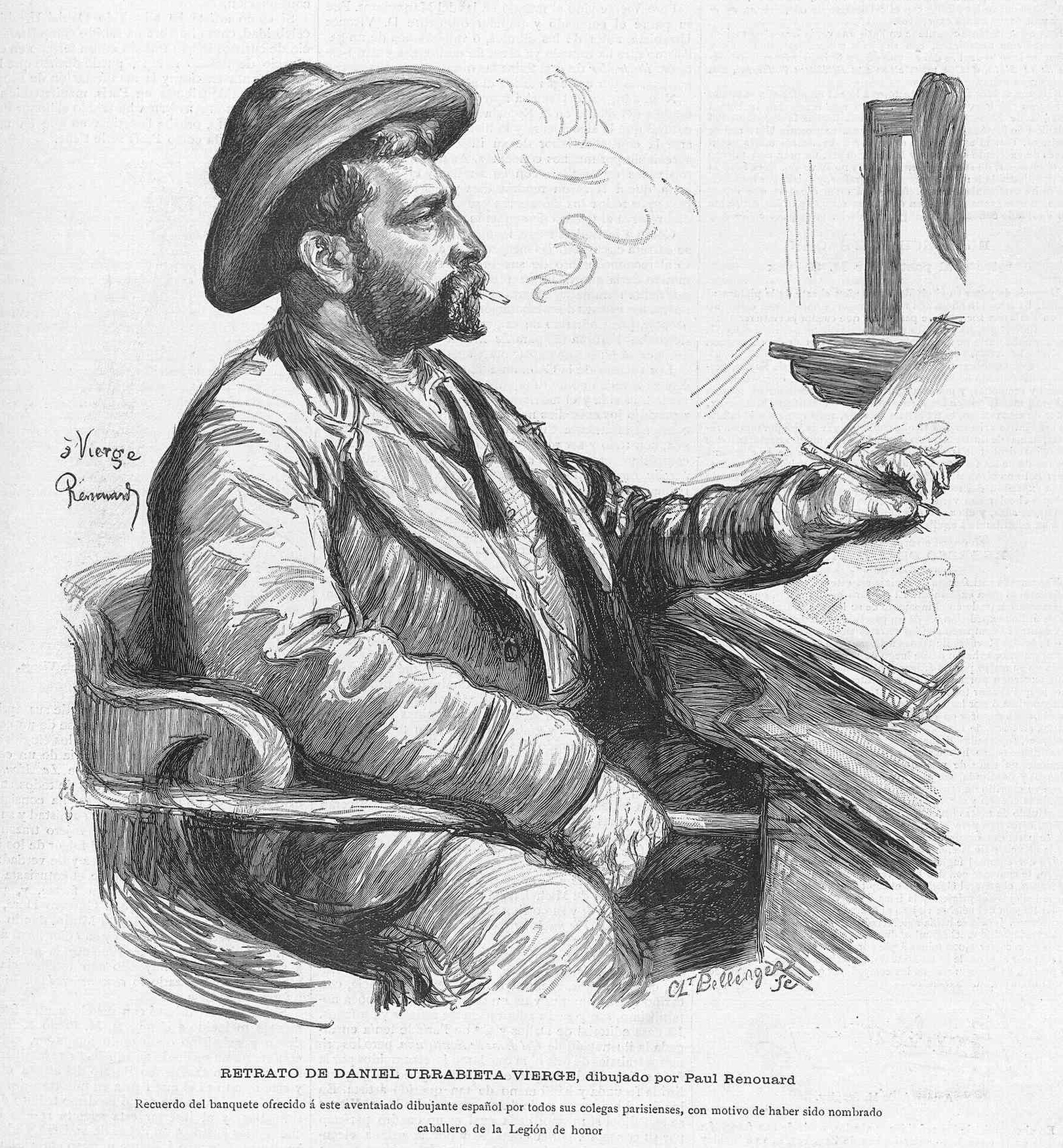
Retratado por Renouard (La Ilustración Artística, 1890)

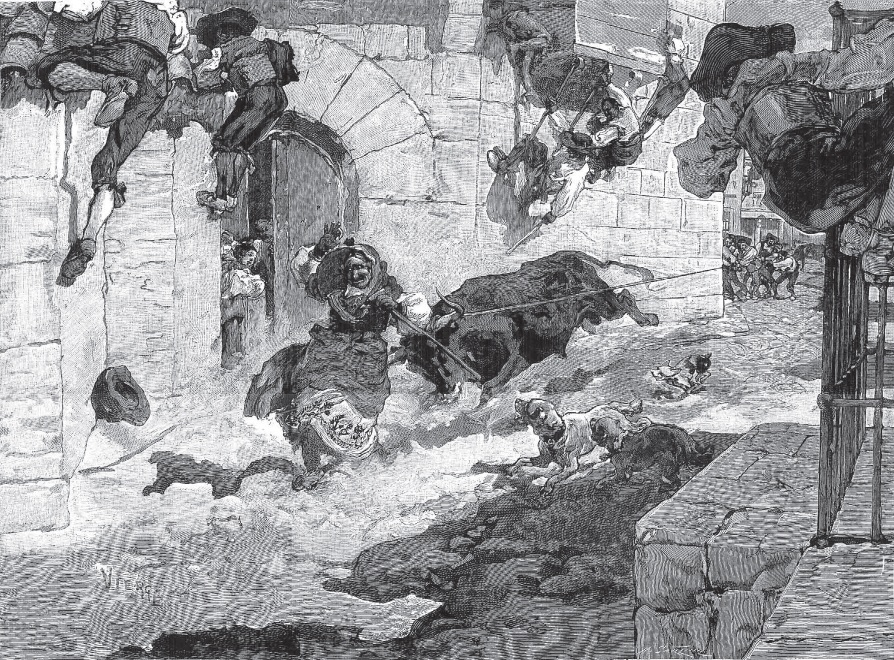
Toros en Salamanca (La Ilustración Española y Americana, 1904)

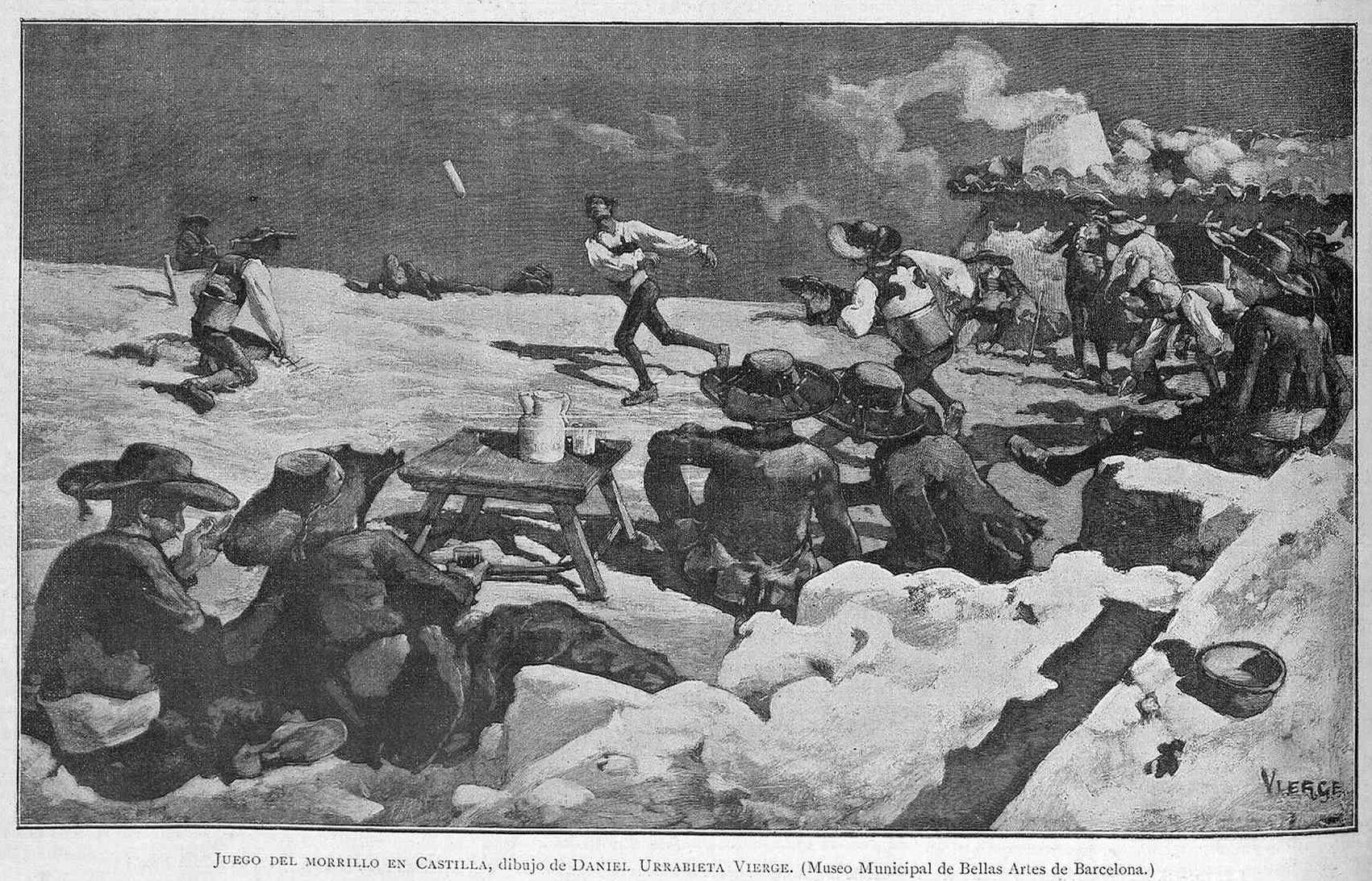
«Juego del morrillo» (La Ilustración Artística, 1904)